# ISO 3166-2:2004-03-08
ISO 3166-2:2004-03-08 désigne un ancien bulletin de mise à jour de la norme ISO 3166-2:1998, aujourd'hui obsolète.
Cet article reprend les informations obsolètes du bulletin d'information n° I-6 (modifications au 8 mars 2004), d'une version également obsolète de la norme ISO 3166-2, à savoir : la première édition de 1998.
Ces informations sont donc depuis 2007 obsolètes. Il convient de se référer à la version 2007 de la norme ISO 3166-2 (notée « ISO 3166-2:2007 ») et à ses bulletins de mise à jour successifs (cf. infra : sections « Sources » et « Articles connexes »).

## Données modifiées (pour mémoire)
9 pays étaient concernés par cette mise à jour aujourd'hui obsolète :
| - AF (Afghanistan) - AL (Albanie) - CN (Chine) - CO (Colombie) - ID (Indonésie) |  | - KP (Corée, République démocratique populaire de) - MA (Maroc) - TN (Tunisie) - ZA (Afrique du Sud) |